# Boris L'vovič Rozing

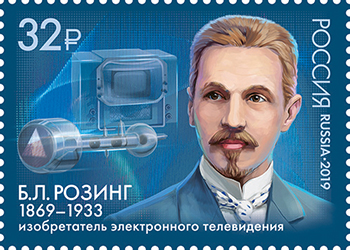
Boris Rosing su un francobollo della Russia nel 2019

Boris L'vovič Rozing, traslitterato anche Rosing (in russo Борис Львович Розинг?; San Pietroburgo, 5 maggio 1869 – Archangel'sk, 20 aprile 1933), è stato un fisico, scienziato e docente russo.

## Biografia
Laureatosi all'Università imperiale di San Pietroburgo divenne poi docente dell'Istituto di tecnologia di San Pietroburgo dove con il suo assistente Vladimir Koz'mič Zvorykin sviluppò un sistema per la trasmissione di segnali utilizzando un tubo catodico.. La prima trasmissione risale al 1907.